# Титова, Мария Павловна
Мария Павловна Титова (род. 1997) — российская художественная гимнастка, призёр летней Универсиады 2015 года.

## Биография
Начала заниматься гимнастикой в пять лет после того, как тренер по художественной гимнастике обратила на неё внимание на улице. Позже Амина Зарипова пригласила её в Центр олимпийской подготовки в Москву и в этот же год она начала тренироваться в Новогорске. Титова выиграла золото в упражнении с обручем на Российско-китайских молодёжных играх в 2011 году и заняла пятое место в финале многоборья чемпионата России среди юниоров в Казани в 2012 году. Во время юниорской карьеры она также принимала участие в этапе Гран-при в Москве в 2012 году и на кубке Дерюгиной в Киеве в 2012 году, где она внесла вклад в победу в командных соревнованиях.

### 2013
В 2013 году во время пресс-конференции на этапе московского Гран-при Ирина Винер упомянула о том, что она отправила Марию Титову смотреть балет, посвященный художнику Врубелю, «Царевна-Лебедь». Титова использовала падеде из балета Чайковского «Лебединое озеро» в упражнении с обручем. 9—11 февраля 2013 года Титова приняла участие в своем первом взрослом национальном чемпионате в Казани, где заняла пятое место в многоборье. Дебют на международных стартах состоялся в 2013 году во время московского Гран-при.
На Гран-при Холона завоевала золото в упражнении с лентой. Первым Кубком мира для неё стал в 2013 году Кубок Ирины Деляну. Она заняла четвёртое место в многоборье и выиграла золотую медаль с обручем. Титова завоевала серебро в многоборье на Кубке мира в Песаро в 2013 году, опередив подругу по команде Дарью Сватковскую, а также выиграла серебро в финале с мячом. На Гран-при в Брно в 2013 году Титова заняла восьмую строку в многоборье. В финале Гран-при в Берлине в 2013 году выиграла серебряную медаль в многоборье, опередив болгарку Сильвию Митеву, а также выиграла серебро в финалах с обручем и мячом.
В начале 2013 года её тренером была Динара Гиматова. Тем же летом короткий период времени её подготовкой занималась Ирина Винер. В сентябре личным тренером Титовой Винер назначила Веру Штельбаумс. После чемпионата в Санкт-Петербурге в интервью Мария Титова говорила о том, что для неё это большая честь тренироваться под руководством Штельбаумс. Она также заявила, что сложно адаптироваться к новому тренеру, так как за год их сменилось несколько.

### 2014
В 2014 году Титова начала сезон с участия в московском этапе Гран-при, где выиграла серебро в многоборье, уступив только Маргарите Мамун. В финалах отдельных видов она завоевала золото с лентой и серебро с мячом. На Гран-При в Тье 2014 года она заняла четвертую позицию в многоборье и выиграла бронзовую медаль в финале с лентой. Титова получила право соревноваться в Кубке Мира в Штутгарте, где она поднялась на третью ступень в многоборье. Ещё одну бронзу в многоборье она завоевала на Гран-При в Холоне 2014 года. Мария квалифицировалась в два финала — заняла третье место с булавами и осталась восьмой с обручем. В многоборье Лисабонского этапа Кубка Мира 2014 года Титова заняла шестое место, прошла в два финала, где выиграла серебряную медаль в упражнении с обручем и заняла шестое место в ленте. 23—27 апреля того же года Титова принимала участие в Чемпионате России, где заняла четвёртое место в многоборье, уступив Александре Солдатовой. Следующим стартом в 2014 году стал кубок Дезио в Италии, где также приняли участие Маргарита Мамун и Яна Кудрявцева. Титова выиграла серебро в многоборье. 30 мая — 1 июня 2014 года Титова поднялась на четвертую строчку в многоборье на Кубке Мира в Минске. Она квалифицировалась в финал с обручем, где заняла 6 место. 4—6 июля Титова принимала участие в международном турнире в Измире и заняла второе место в многоборье, уступив Александре Солдатовой. В финалах отдельных видов Титова выиграла две золотые медали (обруч и мяч) и бронзу с булавами. 8—10 августа 2014 года Титова принимала участие в Кубке Мира в Софии и заняла пятую строку в многоборье с результатом 69.300, пропустив вперед Мелитину Станюту. Мария прошла в два финала — выиграла бронзу в ленте и заняла шестое место с обручем. 5—7 сентября 2014 года Титова принимала участие в финале Кубка Мира в Казани, Россия. Она заняла 22 место в многоборье, совершив две потери в упражнении с обручем и булавами и допустив ошибки в ленте. Из-за таких нестабильных результатов Ирина Винер исключила Титову из команды, готовящейся к участию в Чемпионате Мира 2014 года. 18—20 октября того же года Титова вернулась к соревнованиям, приняв участие в Гран-При в Берлине, где она выиграла первое место в многоборье. В финалах отдельных видов она выиграла золото с обручем, мячом и лентой и заняла восьмую позицию в булавами. На Гран-При в Брно в 2014 году Титова поднялась на четвертую строку в многоборье, уступив Виктории Вайнберг-Филановской. На финале Гран-При в Иннсбруке Титова получила травму ноги и снялась с соревнований.

### 2015
В начале 2015 года Титовой назначили личным тренером Марину Говорову. Чемпионат Москвы стал для неё первым стартом в этом сезоне. Следующими соревнованиями стал международный турнир МТМ в Словакии, где она выиграла первое место в многоборье, опередив подругу по команде Юлию Синицыну. В финалах отдельных видов она выиграла золото с мячом и серебро с обручем, булавами и лентой. Третьим стартом в этом сезоне стал Чемпионат России в Пензе, где она заняла восьмое место в многоборье. В финале с лентой она стала восьмой. Международный турнир в Холоне стал следующим стартом в этом сезоне. Титова выиграла золото с мячом. Пятым стартом в сезоне стала Летняя Универсиада в городе Гванджу, Корея. Титова заняла четвертую строку в многоборье, пропустив вперед Мелитину Станюту из Беларуси. Титова квалифицировалась в три финала, где выиграла серебро с обручем, бронзу с мячом и заняла четверное место в ленте. В августе Титова приняла участие в Кубке МТК в Бухаресте, выиграв серебро в многоборье и уступив только Дине Авериной. В финалах отдельных видов она заняла первое место с лентой и второе с булавами. На международном турнире Кубок Софии 2015 года Титова получила травму ноги (колена) и снялась с соревнований после двух видов.

### Личная жизнь
Титова единственный ребенок в семье. Её любимая гимнастка Ирина Чащина.